# دریا اسنایگور
دریا اسنایگور (اوکراینی: Дарія Сергіївна Снігур؛ زادهٔ ۲۷ مارس ۲۰۰۲) تنیس‌باز اهل اوکراین است.